# دابووا ماهالا

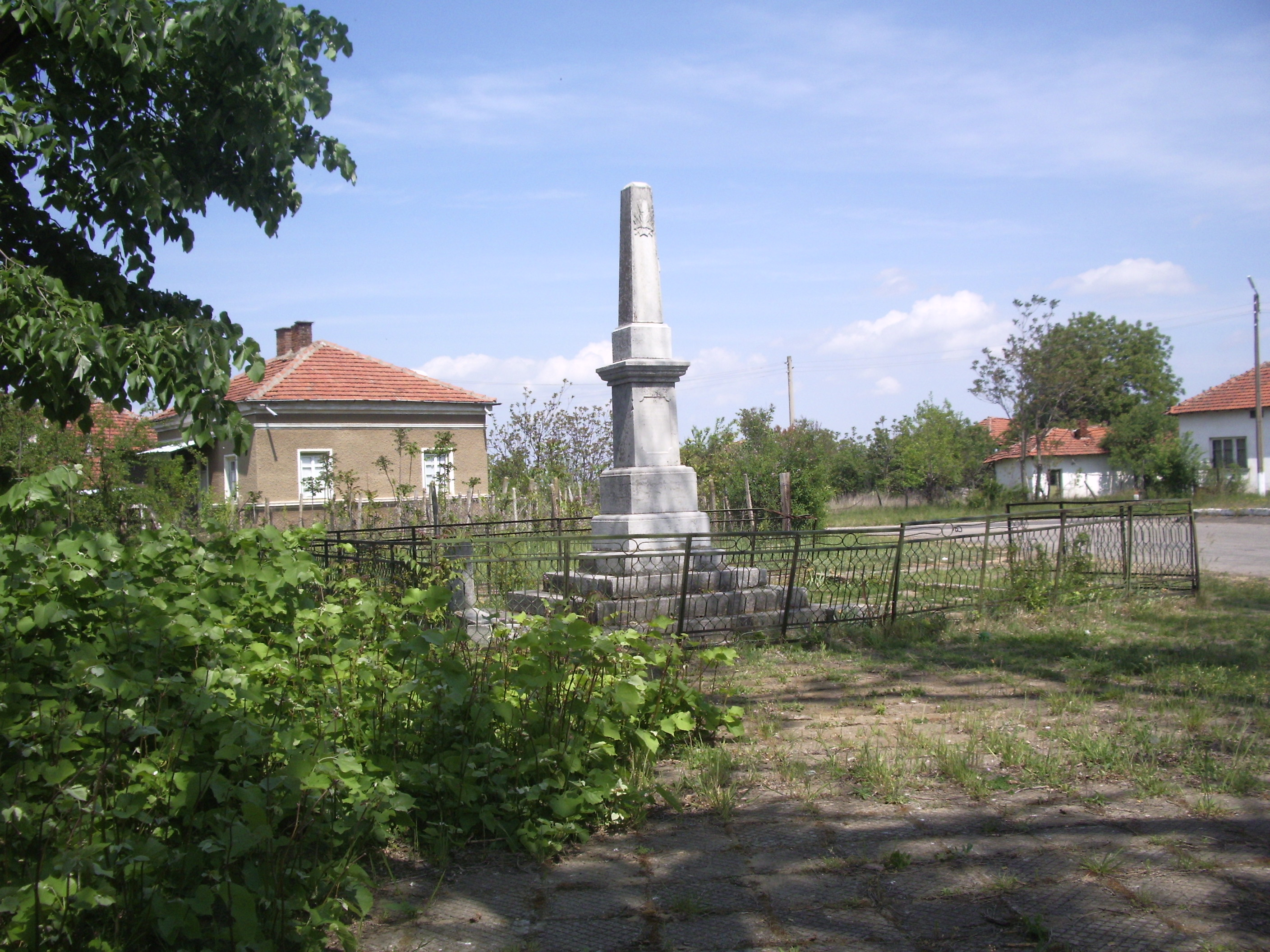
قسمتی از منطقه مسکونی دابووا ماهالا

دابووا ماهالا (به بلغاری: Dabova Mahala) یک منطقهٔ مسکونی در بلغارستان است که در شهرستان بروسارتسی واقع شده‌است.